# 접영

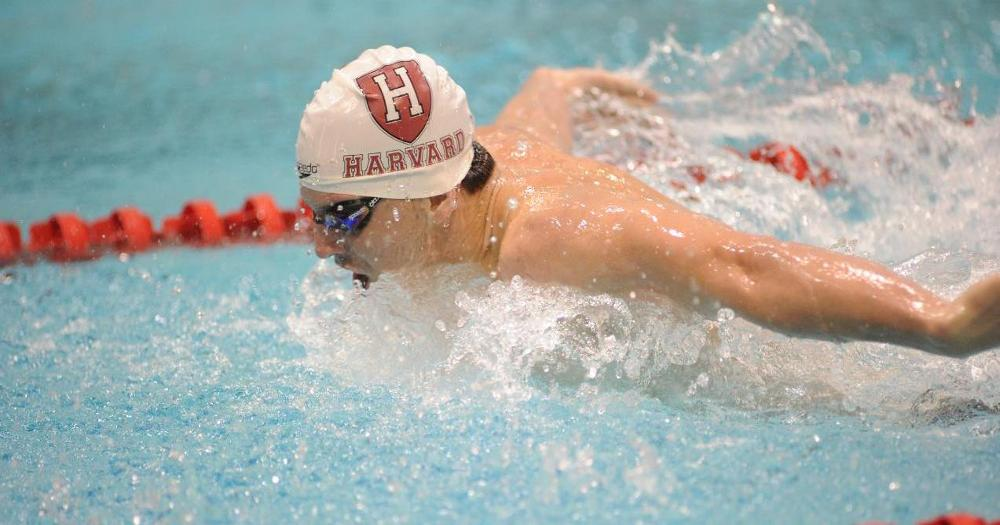
접영

접영(蝶泳, 문화어: 나비영, 나비헤염, butterfly stroke)은 수영의 종목 가운데 가장 어려운 수영 방법으로 알려져 있는 영법이다. 양쪽 팔을 모두 앞에서 뒤로 허벅지를 스쳐서 하는 수영이며, 모든 영법과 같이 힘도 필요하지만 특히 접영은 물을 잘 이용해야 좋은 기록과 올바른 자세가 나오는 영법이다.
수면에 엎드린 자세로 상체를 수평이 되게 한다. 양팔꿈치는 동시에 펴면서 몸밑으로 그러모은다. 앞으로 나아갈 때는 양발을 모았다가 동시에 찬다. 버터플라이라고도 한다.
접영에는 한팔접영과 양팔접영이 있으며, 한팔접영은 양팔접영을 배우기 전의 초보자들이 거치는 단계이다.
- 한팔접영: 한쪽 팔씩 돌아가면서 앞에서 뒤로 허벅지를 스쳐서 수영한다.
- 양팔접영: 두쪽 팔을 같이 돌리면서 앞에서 뒤로 허벅지를 스쳐서 수영한다.

## 역사
수영 교수 프레더릭 캐빌(Frederick Cavill)의 아들인 오스트레일리아의 시드니 캐빌(Sydney Cavill, 1881~1945년)은 16세 나이에 오스트레일리아의 220야드 아마추어 챔피언이었으며 접영을 탄생시킨 사람으로 인정되고 있다. 그는 형제들을 따라 미국으로 가서 샌프란시스코의 올림픽 클럽에서 저명한 수영인들을 코치했다.